# Michael Walther (Fußballspieler)

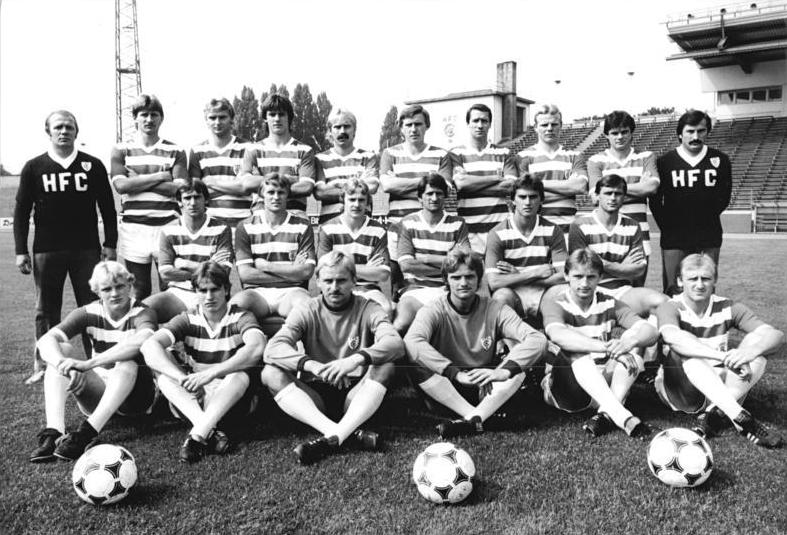
Holger Krostitz (vordere Reihe, Dritter von rechts) mit HFC Chemie in 1983

Michael Walther (* 18. Juli 1960) ist ein deutscher Fußballtorhüter. Er absolvierte insgesamt 40 Spiele in der DDR-Oberliga für den Halleschen FC.

## Karriere
Zur Saison 1980/81 stieg er in die erste Mannschaft vom Halleschen FC auf. Am 25. Spieltag gab er sein Profidebüt in der DDR-Oberliga, beim 2:1-Sieg gegen den FC Hansa Rostock. Nach vier Spielzeiten verließ er Halle (Saale) und wechselte zur BSG Stahl Thale. Seine Karriere beendete er bei der TSG Markkleeberg aus der DDR-Liga.